# Garcinia semseii
Garcinia semseii là một loài thực vật có hoa thuộc họ Clusiaceae.
Loài này chỉ có ở Tanzania.